# Villiers-Fossard

Villiers-Fossard este o comună în departamentul Manche, Franța. În 1 ianuarie 2022 avea o populație de 644 de locuitori.